# فریدا دنزر
فریدا دنزر (انگلیسی: Frieda Dänzer; ۱۶ november ۱۹۳۰ – ۲۱ ژانویهٔ ۲۰۱۵) ورزشکار اسکی آلپاین اهل سوئیس بود.
وی در مسابقات کشوری و بین‌المللی در مجموع برندهٔ ۱ مدال طلا، ۳ مدال نقره، ۱ مدال برنز شده‌است.